# José Alius Ruiz
José Alius Ruiz (1867-siglo XX) fue un periodista y abogado español.

## Biografía
Habría nacido en 1867 en Málaga. Cursó tres años de la carrera de Derecho en la Universidad Central y se licenció de abogado en la Universidad de Sevilla. Su primer trabajo periodístico apareció en el Toreo Sevillano en 1883 y fue corresponsal político en Madrid de los periódicos puertorriqueños El Deber de San Germán y La Juventud Liberal de Ponce, en los años 1885 y 1886. Redactó Las Noticias, de Málaga, desde 1886 hasta 1893, además de colaborar en El Imparcial de Sevilla (1890), El Baluarte de Sevilla (1890-1907), Mundo Financiero de Madrid (1895) y El Ideal, El País y El Motín, también de Madrid, durante muchos años. Publicó gran número de artículos y crónicas en La Unión Mercantil de Málaga desde 1905 hasta 1924, habiendo dirigido en Sevilla El Porvenir en 1899, además de escribir columnas en el diario malagueño El Faro durante los años 1919 y 1920 y realizar colaboraciones en la revista Vida Malagueña durante todo el tiempo que duró dicho semanario.